# 華萊士圓榕象鼻蟲
華萊士圓榕象鼻蟲（Omophorus wallacei）為象鼻蟲科圓榕象鼻蟲屬下的一個物種，本種隸屬中華圓榕象鼻蟲亞屬（Sinomophorus）。

## 描述
雄蟲背面觀大致成深棕色，表面上被覆稀疏黃色鱗片（Scales）。觸角紅棕色，始於吻端靠近基部1/2處，絲節7節，其上被有黃棕色鱗片。腹面深紅棕色，被覆有密集。足部深棕色，表面被有毛狀鱗片，跗節5節。目前該物種尚未有雌蟲發現。
本種形態上類似中華圓榕象鼻蟲（Omophorus (Sinomophorus) rongshu），唯其體型較大，眼距較寬，觸角棒（antennal club）較短。喙部基部即端部較寬。陽莖器較大（>1.5 mm），頂端圓鈍且些微彎曲。

## 生物學
本種目前僅知分布於馬屬婆羅洲。

## 分類學
本物種屬於圓榕象鼻蟲屬（Omophorus）中華圓榕象鼻蟲亞屬（O. (Sinomophorus)）。

## 發現歷史
2016年，台灣大學昆蟲系學生徐振輔在婆羅洲考察時，意外發現從未見過的圓榕象鼻蟲屬（Omophorus）物種。後在台大昆蟲系學士蕭昀，以及臺北市立中正高中學生曾偉哲的研究後，認定該物種為圓榕象鼻蟲屬中的一個新種，屬於 2011 年發表的中華圓榕象鼻蟲亞屬（O. (Sinomophorus)）。該屬原屬單模屬群，已知物種僅有其模式種中華圓榕象鼻蟲（O. (S.) rongshu）。在進行比對之後，曾偉哲等人將新種命名為華萊士圓榕象鼻蟲（O. (Sinomophorus) wallacei），同時對於中華圓榕象鼻蟲亞屬的鑑定特徵進行修訂，研究成果發表於《動物分類群》（Zootaxa）期刊中。
本種的模式系列分別放在新加坡國立大學李光前自然歷史博物館（Lee Kong Chian Natural History Museum）、台灣國立自然科學博物館、農業試驗所和國立臺灣大學昆蟲標本館，其中正模和酒精副模放在新加坡李光前自然史博物館。

## 語源
本物種的種小名「wallacei」乃為紀念構想演化論的阿爾弗雷德·羅素·華萊士（Alfred Russel Wallace）。